# Sergei Nikolajewitsch Kasakow
Sergei Nikolajewitsch Kasakow (russisch Сергей Николаевич Казаков; englische Transkription: Sergey Nikolayevich Kazakov; * 8. Juli 1976 in Dimitrowgrad, Oblast Uljanowsk) ist ein ehemaliger russischer Boxer.

## Boxkarriere
Sergei Kasakow wurde 1996, 1998, 1999, 2001, 2002, 2003 und 2008 Russischer Meister im Halbfliegengewicht.
Bei den Olympischen Spielen 2000 in Sydney schied er in der Vorrunde gegen Brian Viloria aus, gewann jedoch bei den Olympischen Spielen 2004 in Athen eine Bronzemedaille. Nach Siegen gegen Patricio Calero, Raúl Castañeda und Joseph Jermia, war er erst im Halbfinale gegen Atagün Yalçınkaya unterlegen.
Bei den Goodwill Games 1998 in New York City gewann er Bronze sowie bei den Goodwill Games 2001 in Brisbane Silber. Er hatte dabei Oleh Kyrjuchin und Yuriorkis Gamboa besiegt, seine Niederlagen erlitt er gegen Maikro Romero und Ronald Siler.
Nachdem er im Viertelfinale der Weltmeisterschaften 2001 in Belfast gegen Yan Barthelemí ausgeschieden war, gewann er bei den Weltmeisterschaften 2003 in Bangkok die Goldmedaille. Er schlug dabei im Finale Zhou Shiming. Bei den Weltmeisterschaften 2005 in Mianyang erreichte er erneut das Viertelfinale, wo er gegen Pál Bedák unterlag. Im gleichen Jahr gewann er zudem mit dem russischen Team den Mannschafts-Weltcup in Moskau.
Kasakow ist darüber hinaus dreimaliger Gewinner der Europameisterschaften. 1998 in Minsk hatte er im Finale Ivanas Stapovičius, 2002 in Perm Veaceslav Gojan und 2004 in Pula Alfonso Pinto besiegt. 2000 in Tampere unterlag er im Finale gegen Wolodymyr Sydorenko, 2008 in Liverpool verlor er im Viertelfinale gegen Ferhat Pehlivan.
Zudem gewann er unter anderem das Feliks Stamm Tournament 1995 und 2001, sowie das Tammer-Turnier 2003.